# Serpocaulon loriciforme
Serpocaulon loriciforme är en stensöteväxtart som först beskrevs av Eduard Rosenstock, och fick sitt nu gällande namn av Alan Reid Smith. Serpocaulon loriciforme ingår i släktet Serpocaulon och familjen Polypodiaceae. Inga underarter finns listade.